# 鮑瓦利 (內布拉斯加州)
鮑瓦利（英語：Bow Valley）是位於美國內布拉斯加州錫達縣的普查規定居民點。

## 歷史
鮑瓦利的郵局於1871年設立，其後於1907年停運。

## 人口
根據2020年美國人口普查的數據，鮑瓦利的面積為0.37平方千米，皆為陸地。當地共有人口95人，而人口密度為每平方千米256.76人。